# Войтецкий, Владимир Константинович
Владимир Константинович Войтецкий (бел. Уладзімір Канстанцінавіч Вайцецкі; 8 марта 1933, дер. Мерецкое, Глубокская гмина, Дисненский повет, Виленское воеводство, Польская Республика — 14 января 2017, Гродно, Белоруссия) — советский передовик сельскохозяйственного производства, бригадир колхоза имени М.И. Калинина Глубокского района Витебской области, Герой Социалистического Труда.

## Биография
Родился в многодетной крестьянской семье в деревне Мерецкое, на тот момент находившейся на территории Польской республики. Рано остался сиротой. Рано начал трудовую деятельность, помогал братьям и сёстрам вести родительское хозяйство. 
С 1949 года работал учётчиком в колхозе имени М.И. Калинина Глубокского района Витебской области. С 1954 года — бригадир полеводческой бригады. В 1955 году вступил в КПСС. Выступил инициатором проведения экспериментов в земледелии с целью повышения урожайности полей, внедрял в сельскохозяйственное производство новые сорта полевых культур, передовые приёмы агротехники, осваивал новейшие способы применения органических и минеральных удобрений, а также известкования кислых почв В 1959—1965 годах бригада под его руководством добивалась урожайности до 20 центнеров с гектара (при стандарте того времени 6—7 центнеров с гектара в условиях рискового земледелия). Наиболее выдающихся результатов полеводы Войтецкого добились в последний год семилетки, когда на круг было собрано более 40 центнеров зерна. Особенно высокой оказалась урожайность ячменя — 56 центнеров с каждого гектара. 
За успехи в выращивании зерновых и технических культур, внедрение достижений науки и передового опыта в 1966 году был удостоен звания Героя Социалистического Труда.
В 1973 году был назначен заведующим фермой колхоза имени Калинина Глубокского района. В 1977 году был переведен на должность начальника перевалочной фермы.
После выхода на пенсию жил в Гродно.

## Награды и звания
Герой Социалистического Труда.
Награждён орденом Ленина (23.06.1966), медалями, в том числе 10 медалями ВДНХ СССР. 